# Condado de Hamilton (Kansas)
El condado de Hamilton (en inglés: Hamilton County) es un condado en el estado estadounidense de Kansas. En el censo de 2000 el condado tenía una población de 2.670 habitantes. La sede de condado es Syracuse. El condado fue fundado el 20 de marzo de 1873 y fue nombrado en honor a Alexander Hamilton, el primer Secretario del Tesoro de los Estados Unidos.

## Geografía

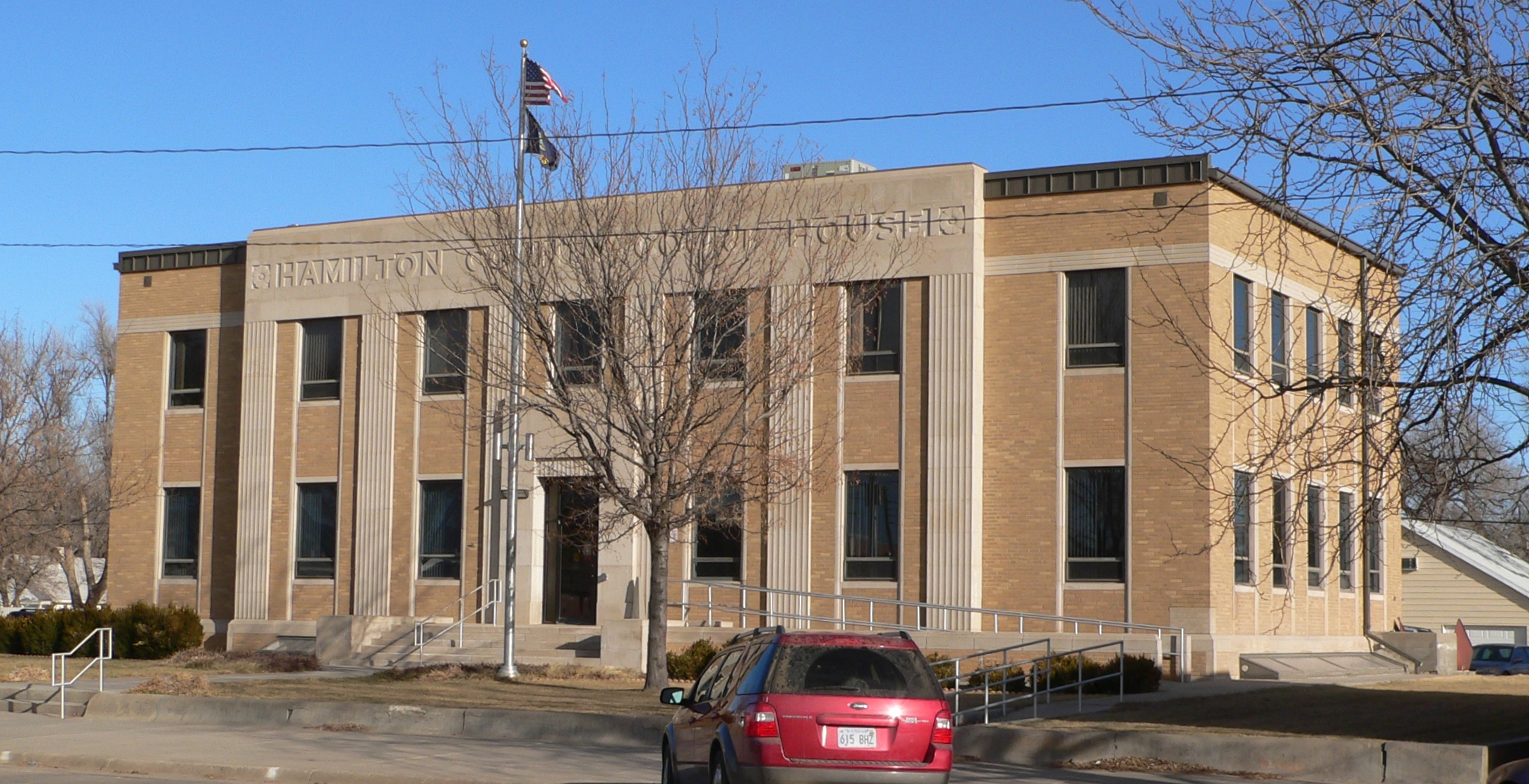
Juzgado del condado de Hamilton en Syracuse.

Según la Oficina del Censo, el condado tiene un área total de 2.584 km² (998 sq mi), de la cual 2.581 km² (997 sq mi) es tierra y 3 km² (1 sq mi) (0,11%) es agua.

### Condados adyacentes
- Condado de Greeley (norte)
- Condado de Wichita (noreste)
- Condado de Kearny (este)
- Condado de Grant (sureste)
- Condado de Stanton (sur)
- Condado de Prowers, Colorado (este)

## Demografía
En el  censo de 2000, hubo 2.670 personas, 1.054 hogares y 715 familias residiendo en el condado. La densidad poblacional era de 2,7 personas por milla cuadrada (1,0/km²). En el 2000 había 1.211 unidades habitacionales en una densidad de 1,2 por milla cuadrada (0,5/km²). La demografía del condado era de 81,65% blancos, 0.49% afroamericanos, 0,49% amerindios, 0,56% asiáticos, 15,13% de otras razas y 1,69% de dos o más razas. 20,60% de la población era de origen hispano o latino de cualquier raza. 
La renta promedio para un hogar del condado era de $32.033 y el ingreso promedio para una familia era de $38.550. En 2000 los hombres tenían un ingreso medio de $26.701 versus $21.000 para las mujeres. La renta per cápita para el condado era de $16.484 y el 15,70% de la población estaba bajo el umbral de pobreza nacional.

## Ciudades y pueblos
- Coolidge
- Kendall
- Syracuse